# Ульріке Луначек
Ульріке Луначек (нім. Ulrike Lunacek; нар. 26 травня 1957, Кремс-на-Дунаї) — австрійський політик, член Національрату з 1999 по 2009, депутат Європейського парламенту з 2009 року.

## Життєпис
Освіту здобула у США, де закінчила середню школу. В Університеті Інсбрука у 1983 році, отримала ступінь магістра з перекладу англійської та іспанської мов. Вона працювала соціальним працівником, координатором жіночої організації, редактором газети Südwind, вела курси німецької мови для біженців.
У 1999 році була обрана до Національрату від Партії Зелених, тричі переобиралась (2002, 2006 і 2008). Вона є першою відкритою лесбійкою, обраною до парламенту Австрії. У рамках парламентської фракції «Зелених» вона відповідала за зовнішню політику і політику розвитку, питання ЛГБТ-рівності. У 2006–2009 вона працювала співголовою Європейської партії зелених (разом з Філіпом Ламбертсом).